# Silene keiskei
Silene keiskei är en nejlikväxtart som beskrevs av Friedrich Anton Wilhelm Miquel. Silene keiskei ingår i släktet glimmar, och familjen nejlikväxter.

## Underarter
Arten delas in i följande underarter:
- S. k. albescens
- S. k. procumbens
- S. k. minor

## Bildgalleri

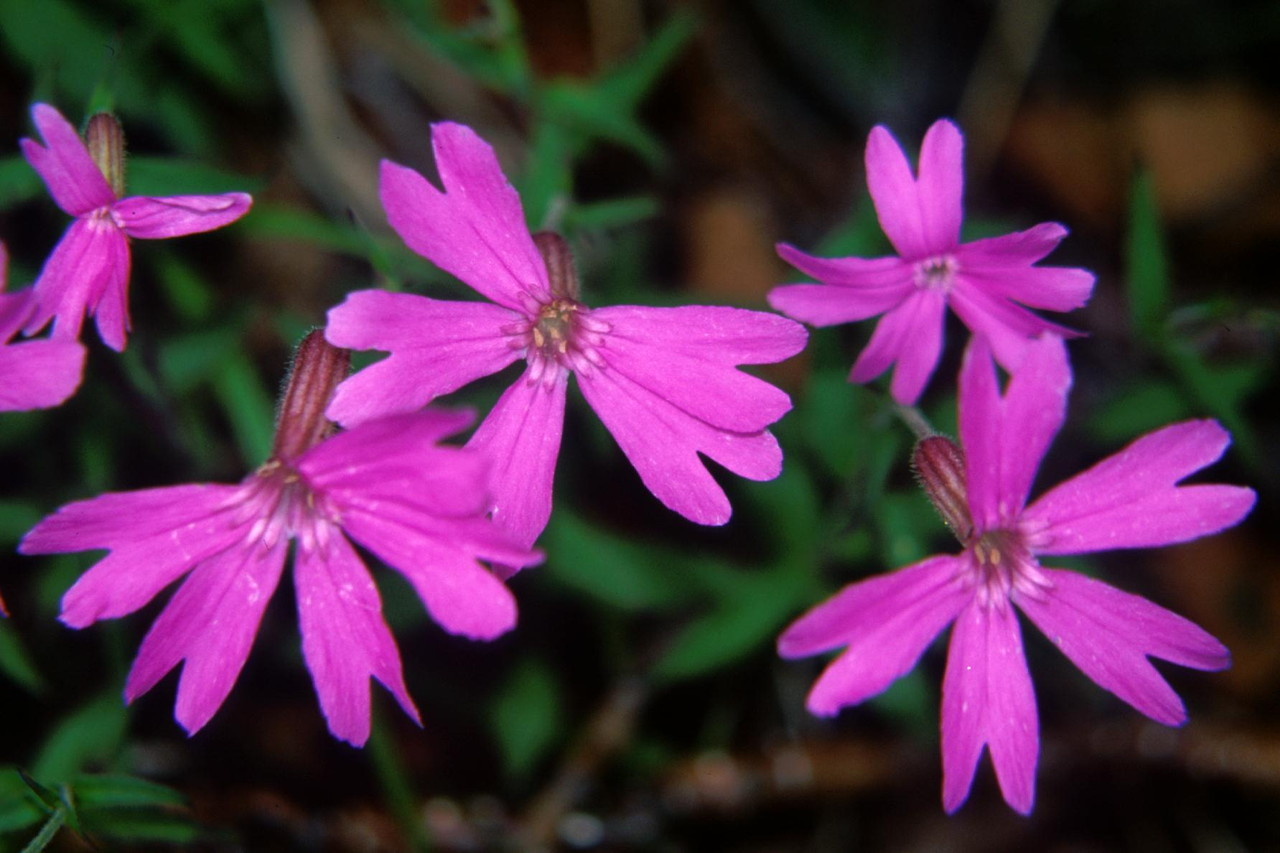
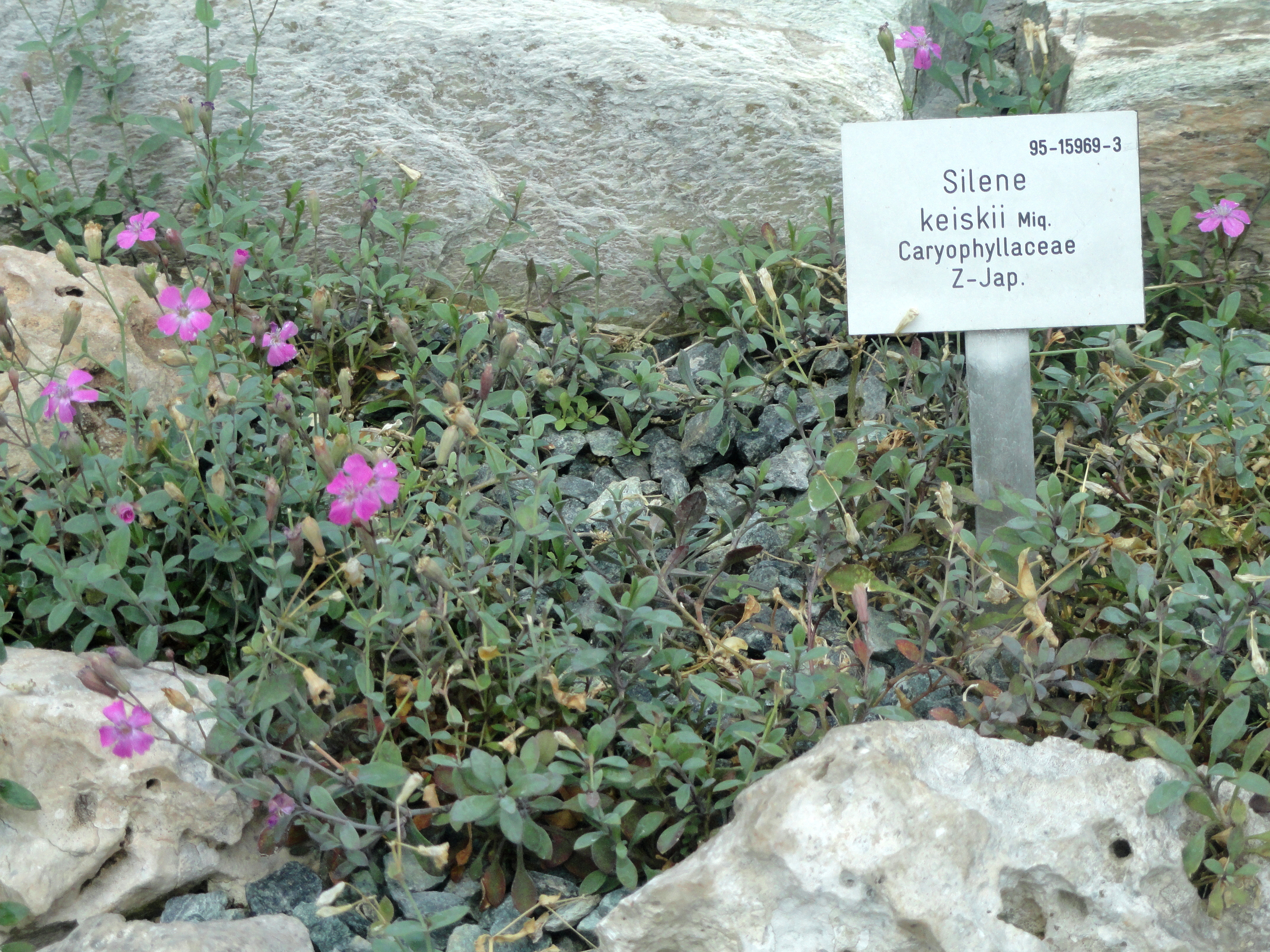
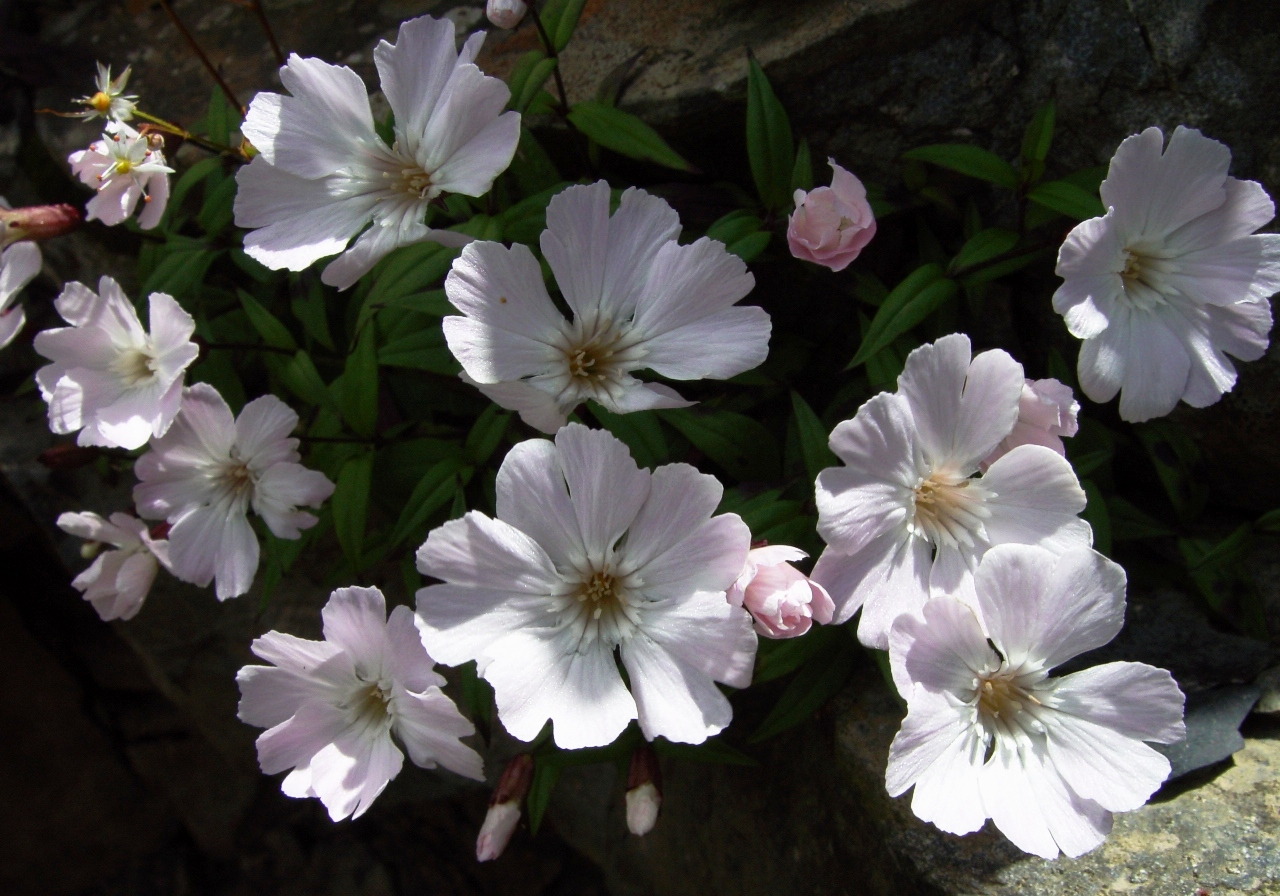
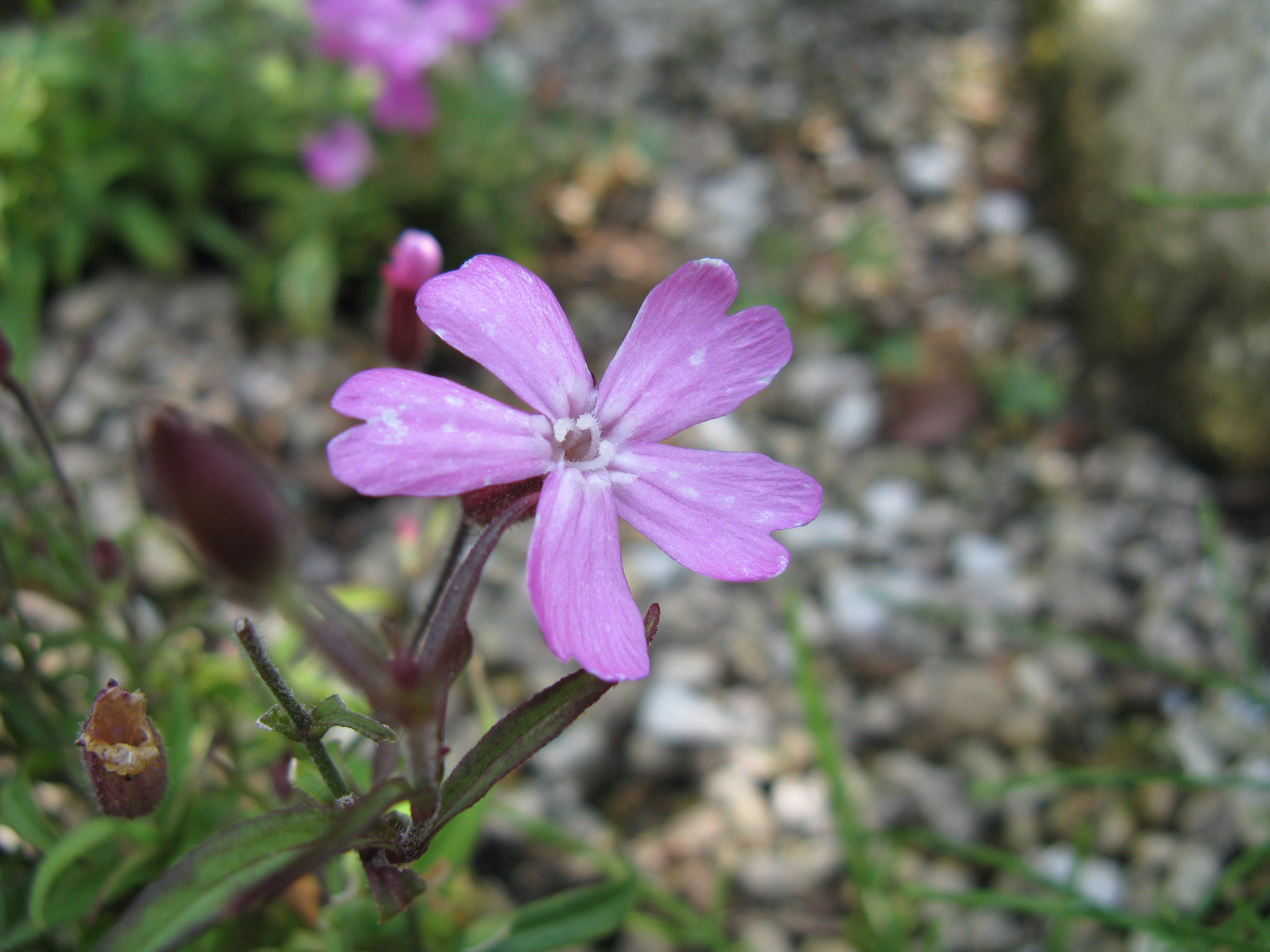
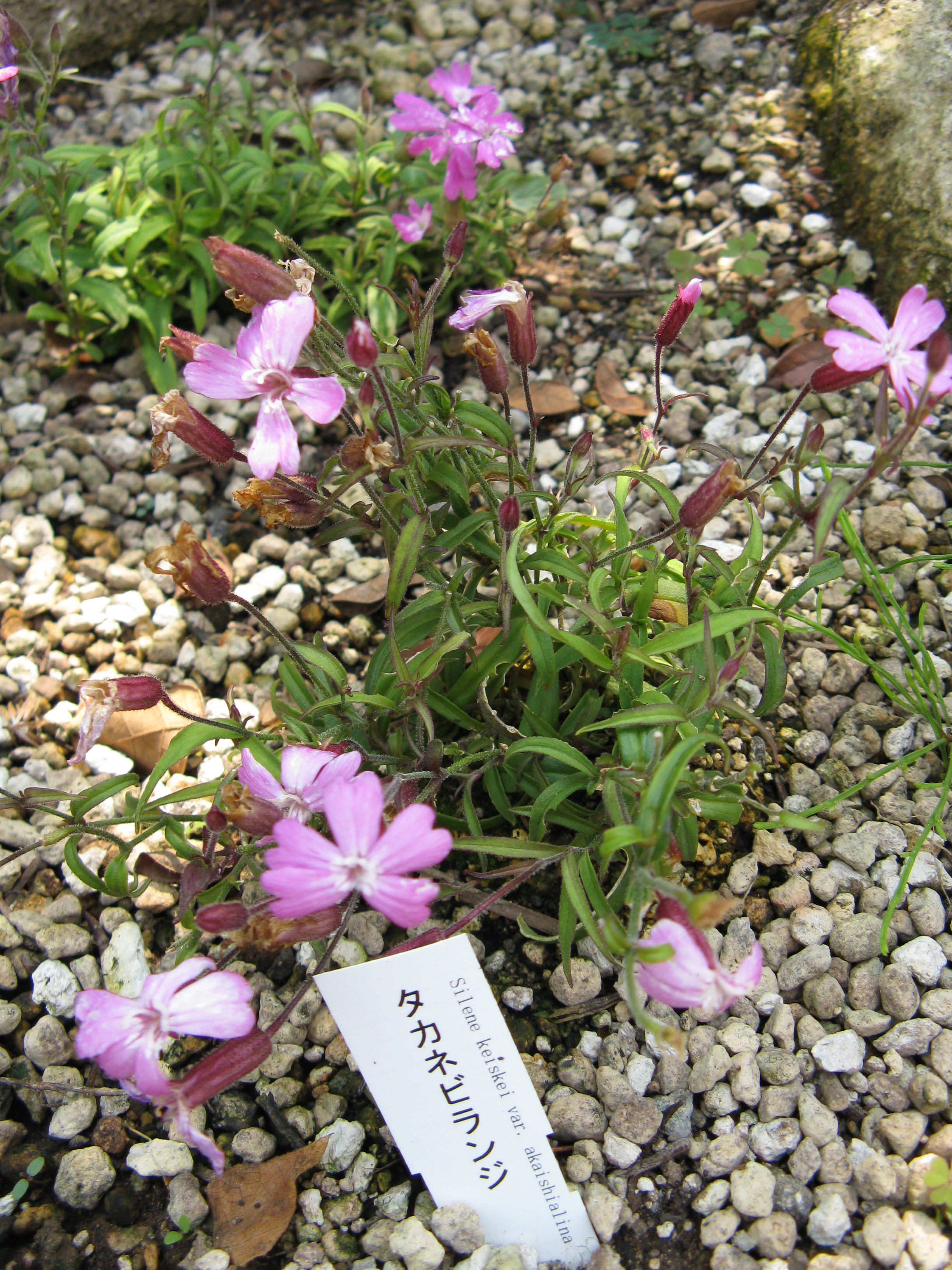
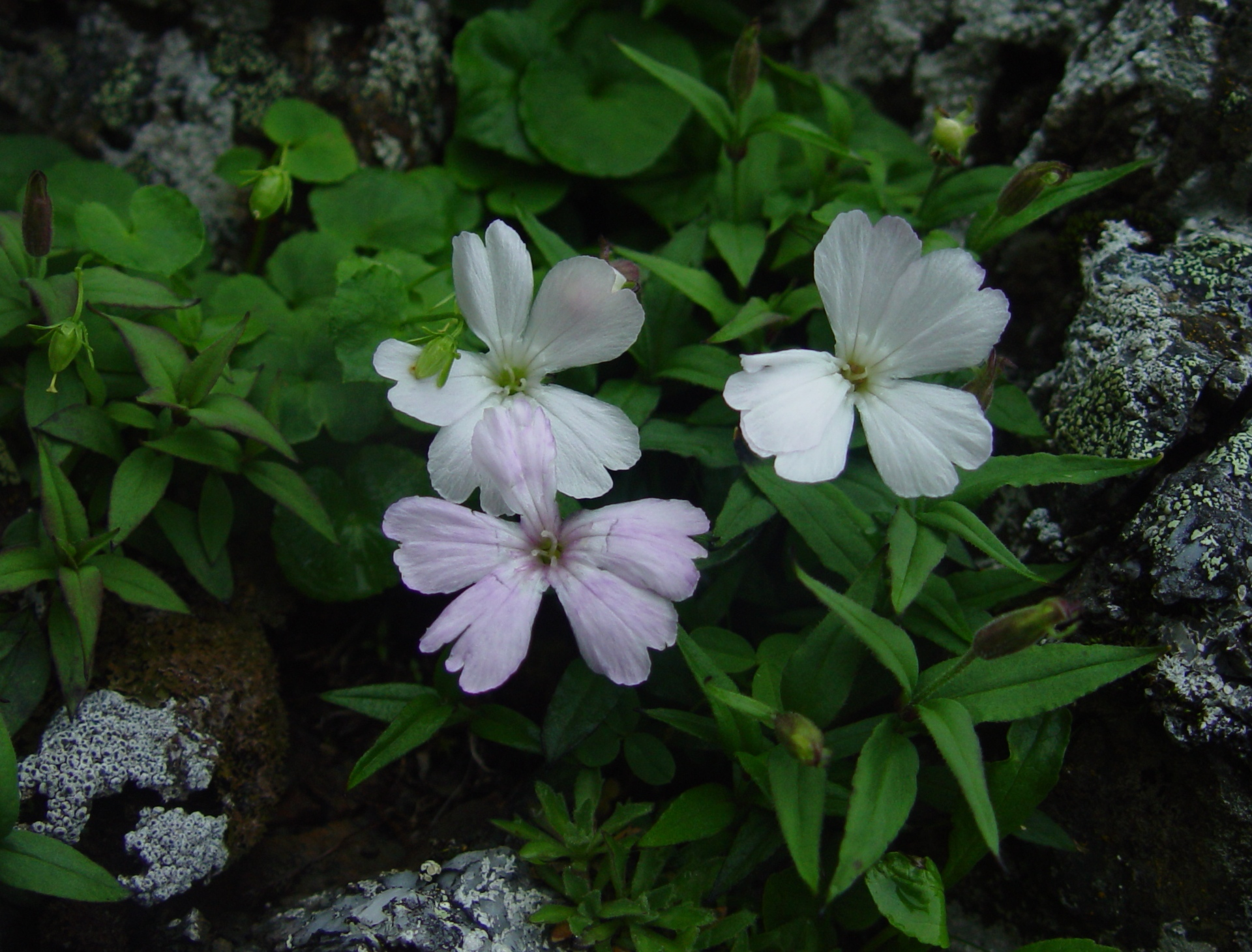